# 雲林縣私立永年高級中學
天主教永年高級中學（英語：Perpetual Help High School），簡稱永年中學，是所位於台灣雲林縣土庫鎮的完全中學。1961年由來自河北省永年教區的游再浮神父所創立，成為縣內首間天主教會創辦之學校，取名「永年」則是為紀念永年教區神父及教友們的捐資興建。1978年開始由嘉義教區主持校務至今。目前設有國中部及高中部。
永年最初創校的目的是為提昇在地知識水平與培育技術人員，因此辦學初期以初中部及機械工程科為主。機工科由前公東高工德國籍易慕道(Reinhard Imohl)老師指導，並成功研創組裝台灣第一個早產兒保育器，且申請專利，通路遍及全台各大醫院。1988年機工科走入歷史，轉型為普通高中部。

## 校史

### 創校背景
雲林縣土庫鎮位居台灣中南部平原地區，因缺乏中等教育機構，小學畢業學童往往需要到外地求學。1959年八七水災，土庫地區受災嚴重，土庫天主堂等教會設施遭大水沖毀受損；而今日永年校地的範圍原為農業耕地，土壤亦被大水沖走，成為一片沼澤荒地。有鑒於此，熱心教育的土庫仕紳、鎮公所便集資購買下這片因水災而無法耕作的荒地（今建國路至籃球場範圍），希望未來能興辦學校，以解決地方升學問題。
1960年4月20日，教廷駐華公使高理耀總主教偕嘉義教區牛会卿主教視察教區行經土庫，來自河北省永年縣，擔任土庫天主堂主任司鐸的游再浮神父會同時任鎮長林庭訓、時任鎮民代表會主席陳章慶等人，祈請天主教會為地方興建中學，當場獲高理耀公使允諾，並委託游神父專責其成。於是鎮公所便提供因八七水災荒廢的沼澤地作為校地，永年中學雛形始備。當時，游神父於羅馬教廷存有一筆善款，而該經費原是用來光復大陸後重建河北永年教區教堂等設施專款專用；後來游神父接下地方興辦學校的請託後，便向教廷申請該筆經費變更為重建土庫天主堂及創辦學校之用。
1960年7月，羅馬教廷批准變更該筆專款用途，名義上以河北永年教區募款提撥美金4.5萬元（約今日新台幣1.8億元）作為建校基金。為了紀念游神父故鄉-永年教區之義舉，遂將本校命名為永年中學，沿用迄今。

### 大記事
- 1961年3月申請建校，同時請牛会卿主教破土，首期工程有文印大樓、教員宿舍、學生餐廳、宿舍等。
- 1961年4月，游再浮神父特地從印尼請回幾位同為永年教區的神父：張希賢、崔從周、劉安仁為常務董事，甘墨林、薄守安等為董事。渠等並推游再浮為董事長；5月董事長奉准備案。
- 1961年7月7日永年中學奉准立案，該年五十學年度第一學期正式招收男女新生共七班。
- 1962年5月9日，學校建築落成，由高理耀、牛會卿等主教分別剪綵、祝聖，與會者凡千五百人。
- 1962年~1965年，增建阿娜大樓、綜合大禮堂一座、女生宿舍、接建文印三樓內男生宿舍及學生康樂活動中心。
- 1968年8月，招收高級中學新生一班。
- 1972年8月，增招機械工程科一班，增建實習工廠。
- 1973年，永年機工科成功生產台灣第一個早產兒保育器。
- 1978年7月20日，創校的永年教區神父們先後蒙主恩召，為求辦學永續發展，游宣德神父在狄剛總主教及閻永林神父的見證下，將永年中學捐贈給嘉義教區。此為教育而辦學的經營轉移方式，呼應天主教會「為教育而辦學」的精神，和一般財團私校大相逕庭。[3]
- 1984年，機械工程科停招。
- 1988年，重新增設普通高中部。
- 1989年，實習工廠改建為學生活動中心，落成啟用。
- 1993年~1994年，增建綜合教室共二十間教室(宣德大樓)、改建阿娜大樓增加十五間教室。
- 2000年，文印大樓、男生宿舍頂層增蓋法式風格隔熱屋頂。
- 2002年8月，奉准增設綜合高中，開始校園整體規劃設計，校門改建。
- 2003年2月，成立全民英檢雲林區檢定中心。
- 2004年12月，新校門、藝術長廊、庭園景觀竣工，校園整體規劃完成。
- 2012年8月，新建聖母庭園，紀念永援聖母為學校主保。
- 2018年台灣國際青年日於永年舉辦期間，教廷駐華大使館高德隆代辦來訪，是繼1962年時任教廷駐華公使高理耀公使之後，第2位到訪永年中學的教廷駐華大使。[4]
- 2019年，因應108新課綱，導入《PaGamO素養品學堂》、《好讀周報》等跨領域閱讀素養教材。
- 2020年，順應教育趨勢，停招綜合高中部。
- 2022年，榮獲全臺PaGamO閱讀素養績優學校。
- 2023年，高中部與國立中正大學、國立雲林科技大學合作開設自主學習課程，與國立虎尾科技大學電機系合作開設半導體概論、機器人實作、程式設計應用等AI科技特色課程。另開設籃球、游泳專長培訓。

## 歷任首長

### 董事長
| 任別 | 任職時間      | 姓名   | 備註     |
| ---- | ------------- | ------ | -------- |
| 一   | 1961年-1984年 | 游再浮 | 神父     |
| 二   | 1984年-1999年 | 閻永林 | 神父     |
| 三   | 1999年-2004年 | 劉振忠 | 主教     |
| 四   | 2005年        | 吳終源 | 署理主教 |
| 五   | 2006年-2007年 | 洪山川 | 主教     |
| 六   | 2008年-2010年 | 吳終源 | 副主教   |
| 七   | 2011年-2022年 | 鍾安住 | 主教     |
| 八   | 2022年-       | 浦英雄 | 主教     |

### 校長
| 任別 | 任職時間              | 姓名   | 備註  |
| ---- | --------------------- | ------ | ----- |
| 一   | 1961年8月-1962年7月   | 崔從周 | 神父  |
| 二   | 1962年8月-1963年7月   | 劉安仁 | 神父  |
| 三   | 1963年8月-1975年7月   | 莊懷淵 | 神父  |
| 四   | 1975年8月-1980年9月   | 郭新川 |       |
| 代理 | 1980年9月-1981年7月   | 徐新源 |       |
| 代理 | 1981年8月-1982年7月   | 林坤鐘 |       |
| 代理 | 1982年8月-1982年11月  | 詹錦桐 |       |
| 代理 | 1982年12月-1983年12月 | 黃懌憬 | 神父  |
| 五   | 1984年4月-1997年1月   | 白振廣 |       |
| 六   | 1997年2月-2001年1月   | 莊峻峯 |       |
| 代理 | 2001年2月-2001年7月   | 周煌昆 |       |
| 七   | 2001年8月-2009年7月   | 王安順 |       |
| 八   | 2009年8月-2019年7月   | 許仁弘 |       |
| 九   | 2019年8月-2022年7月   | 張榮聰 | [ 5 ] |
| 十   | 2022年8月-            | 王安順 | [ 6 ] |

## 學校形象

### 校徽
永年中學校徽經歷三次改版，目前的第三代校徽於2011年啟用。改版是因以永援聖母 (Our Lady of Perpetual Help) 為本校主保，並改英文校名。
校徽設計者為該校梁營得老師。
- 整體概念：呈現教會博愛、追求完美之意旨。圖像為古典、圓滿。
- 圖文圖像：

1. 十字架：教會基本精神，象徵博愛、犧牲。
2. 盾牌：堅定教會理念，守護校園。
3. 經卷：象徵追求真理、智慧傳承。
4. 麥穗：祈求美德、知識果實豐碩。
5. 十字芒星：三顆星，代表教會指引、光照校園、傳播福音。
6. 百合花：兩朵，代表聖母聖潔、慈愛。
7. 內圓外環：單圈與二環，追求圓融、完滿。

- 文字：

1. PHHS：採哥德式英文字型，Perpetual Help High School 之字首簡寫。
2. 1961：學校創立年代，強調歷史淵源，永續發展。
3. 外環內中文採魏碑字體，取古典、堅定、剛毅之意象。

### 歌曲
校歌由當代文學家王靜芝作詞，音樂教育家康謳作曲。該曲以「滄海蓬瀛 東南世界 巍巍阿里山」起頭，原曲屬降B大調，四四拍(強起)之三段體樂曲，音域為小十度，現為方便演唱而改用G大調演奏。該曲利用附點節奏型造成活潑而流動的律動感，節奏型規則而有變化，活潑且易朗朗上口。
。

### 建築
永年中學建築包含了古希臘三柱式: 多立克柱式、愛奧尼柱式、科林斯柱式。
由於游再浮（宣德）神父是當時河北省永年縣國民大會代表（1948～1984），所以文印樓上有當時教育部部長黃季陸題字的「文印大樓」以及「永年中學」八個字；也有首任國立故宮博物院院長蔣復璁先生題字的校訓「博愛犧牲」四字。
- 文印大樓

創校建築之一，紀念永年教區在義和團拳亂中犧牲殉教的地方領袖武文印。由於當時校地是一片汪洋的沼澤地，因此用牛車載土、填土，並由土庫鎮教友，曾參與興建若瑟醫院的郭榮興先生承建此文印樓。文印樓外表使用空心磚為牆面，柱子採簡約樸素的多立克柱式圓柱為造型，屋頂則是法式的風格，並搭配老虎窗。文印樓最細膩的地方，就是室內及走廊的天花板和牆壁間用水泥慢慢勾勒的古典樣式裝飾線板，顯見當時老師傅的手藝及用心。半個多世紀過去，文印樓的耐震效果根據雲林科技大學實驗測試仍可承受約四千磅的撞擊。現為校長室、總務處、教務處、輔導室、聖堂、電腦教室、音樂教室、女生宿舍等所在地。
- 阿娜大樓

紀念永年教區在義和團拳亂中犧牲殉教的王安納女士。現為國中部教室、學務處、導師辦公室、保健室所在地。
- 宣德大樓

紀念創辦人游再浮(宣德)神父。現為高中部教室、導師辦公室、英聽會話教室等所在地。
- 活動中心(實習工廠)

永年以前的活動中心位於文印樓3樓，而現在的活動中心則是1970年代機工科的實習工廠。當時游神父買下商業博覽會的場館，並將所有支梁、鋼架一一拆解運回雲林，再重新組裝。機工科走入歷史後，實習工廠於1989年改建為學生活動中心至今。
- 校門

凱旋門式校門 , 校園整體規劃的建築之一。過去建國路路面比學校還高，每逢下大雨校內必定淹水；而狹小的校門也使校車進出較不安全。基於安全考量，2002年王安順校長商請梁營得老師設計新校門，並開始校園整體規劃設計。校門整體採簡化巴洛克風格，採爱奥尼柱式；壁面搭配圓拱窗。校門旁右側校名塔，採科林斯柱式，柱間搭配圓拱窗，圓頂覆蓋自然氧化為銅綠色的銅片，上置十字架，彰顯教會精神。校門設計更考慮實用，放大門廓，以容納大巴士同時進出；門外雙側彎弧壁面，東側立體型校名校徽配置，整體開闊莊嚴典雅優美。
- 簡化巴洛克風格新校門：採爱奥尼柱式
- 校名衛塔：採科林斯柱式

- 藝術長廊

校園整體規劃的建築之一，展出學生藝術作品。
- 永援聖母庭園

記念永援聖母為永年主保的噴水池庭園。
- 另有教學資源中心（1F圖書館，2F-4F物理／化學／地科實驗室）、男生宿舍、活動中心、學生餐廳、福利社、籃球、排球、網球場等等。

### 活動
秉承創辦人游再浮(宣德)神父教育理念：博愛犧牲為國育才之宗旨，以愛的教育為出發點，並適性發展因材施教，以德、智、體、群、美五育並重，陶冶培育成術德兼備的優秀青年。
| 月 | 項目                 | 高三 | 高二 | 高一 | 國三 | 國二 | 國一 | 地點                  | 備註                                                         |
| -- | -------------------- | ---- | ---- | ---- | ---- | ---- | ---- | --------------------- | ------------------------------------------------------------ |
| 8  | 暑期文學創作營       | ※    | ※    | ※    | ※    | ※    | ※    | 永年校內/縣內文史景點 | 與聯合報寫作教室合作                                         |
| 9  | 新生活動             |      |      | ※    |      |      | ※    | 活動中心              |                                                              |
| 9  | 美術寫生比賽         |      | ※    | ※    |      | ※    | ※    | 永年校內              |                                                              |
| 9  | 教師節祈福禮         | ※    | ※    | ※    | ※    | ※    | ※    | 永年廣場              |                                                              |
| 10 | 大尖山健行           |      |      | ※    |      |      |      | 大尖山                | 健行/生態教學                                                |
| 10 | 生態戶外旅行         |      |      |      |      |      | ※    | 依規畫地點            | 濕地保育/控窯/農場體驗                                       |
| 10 | 大學參訪             |      | ※    |      |      |      |      |                       |                                                              |
| 10 | 空英Rally互動表演    |      | ※    | ※    | ※    | ※    | ※    | 活動中心              | 空中英語教室外師校園互動表演                                 |
| 10 | 高三成長營           | ※    |      |      |      |      |      | 彰化靜山              | 兩天一夜活動中，學習信賴、感謝與愛，加深認識自己生命的意義。 |
| 11 | 成年加冠禮           | ※    |      |      |      |      |      | 活動中心              | 成年感恩祈福，由導師及家長為高三學生加冠。                   |
| 11 | 實彈射擊體驗         |      | ※    |      |      |      |      | 嘉義                  |                                                              |
| 12 | 校慶暨聖誕節系列活動 | ※    | ※    | ※    | ※    | ※    | ※    | 永年校內              | 點燈儀式、彌撒祈福禮、報佳音                                 |
| 12 | 班際才藝競賽         |      | ※    | ※    |      | ※    | ※    | 活動中心              |                                                              |
| 12 | 聖歌合唱比賽         |      | ※    | ※    |      | ※    | ※    | 活動中心              |                                                              |
| 1  | 高三考生祈福         | ※    |      |      |      |      |      | 活動中心              |                                                              |
| 1  | 寒假外師美語營       |      | ※    | ※    |      |      |      | 永年校內              |                                                              |
| 3  | 墨林響宴系列活動     | ※    | ※    | ※    | ※    | ※    | ※    | 永年校內              | 依不同主題規劃書展、影展、演講等活動。                       |
| 3  | 四旬期愛德運動       | ※    | ※    | ※    | ※    | ※    | ※    | 永年校內              | 週五體驗惜福餐                                               |
| 3  | 愛心園遊會           | ※    | ※    | ※    | ※    | ※    | ※    | 校園廣場              |                                                              |
| 4  | 國二成長營           |      |      |      |      | ※    |      | 澄清湖青年活動中心    | 體驗露營、野炊、攀岩、垂降等童軍技能。                       |
| 4  | 源順油廠教學參觀     |      |      |      |      | ※    |      | 源順觀光油廠          |                                                              |
| 5  | 母親節感恩祈福       |      | ※    | ※    |      | ※    | ※    | 活動中心              |                                                              |
| 6  | 畢業系列活動         | ※    |      |      | ※    |      |      | 活動中心              |                                                              |

其他活動：班際運動球賽、語文競賽、敏道教養院參訪、企業參訪、節慶卡片製作撰寫、班級佈置競賽、海外遊學等等。

### 學生社團

#### 自治組織
- 永年中學學生會：於2016年9月復會，是學生與學校之間溝通的重要管道。
- 永年中學畢聯會：負責籌備舉辦畢業活動相關事宜

#### 學生社團
依據每年情況不同，則由老師們自行決定是否開社，或由學生找指導老師自組社團。
常設社團列表如下：
- 校隊級社團：籃球校隊、國中男女聲合唱團、校刊編輯社

- 才藝性社團：益智桌遊社、K-pop韓舞社、魔術社、花道社、圍棋社、舒壓多肉植物社

- 服務性社團：永年社會服務社

- 音樂性社團：KTV社、熱門音樂社、吉他社

- 學術性社團：無人機社、機器人創客、學思達研究社、電影欣賞社、AMC數學研究社、閱讀同好社

- 體育性社團：國高中籃球社、羽球社、桌球社、排球社、足球社

## 傑出校友

### 教育
- 陳良基：第四任科技部部長，國家講座終生榮譽主持人獎。現任國立臺灣大學電機系教授，前教育部政務次長、國家實驗研究院院長。[8]
- 許千樹：第24屆國家講座主持人獎。現任陽明交通大學應用化學系教授，前國立交通大學副校長、研發長，國家科學委員會資深特約研究員。[9]
- 駱芳美：現任美國堤芬大學（英语：Tiffin University）犯罪防治與社會科學學院副教授
- 周世認：國立嘉義大學獸醫學系教授，前嘉義大學學務長、農學院院長。
- 陳瑞凱：國立清華大學材料工程學系教授
- 郭央諶：國立虎尾科技大學材料科學與工程系副教授，前永年高工部機工科專任教師。
- 謝淑惠：國立虎尾科技大學材料科學與工程系副教授
- 洪銘松：國立斗六高中資深教師
- 王健旺：教育部藝術教育貢獻獎

### 商業
- 程淑芬：現任國泰金控投資長，曾獲得台灣最佳分析師、亞洲頂尖永續超級女性、全球資產管理業頂尖女性等殊榮。曾回永年執教理化課[10]
- 許旭輝：台灣航空貨運承覽有限公司創辦人，前中華民國青年創業協會理事長。
- 呂春霖：現任洋拓集團總經理，前中華民國僑務委員會僑務委員、世界台灣商會聯合總會第九屆總會長。
- 張源騫：國地營造董事長
- 周子良：美旗總億食品有限公司董事長，前台中縣政府縣政顧問。
- 許進興：太初環保科技股份有限公司董事長
- 陳啟源：主惠股份有限公司總經理，經濟部中小企業處榮譽指導員協會副會長。
- 黃伯文：古小兔企業有限公司
- 廖冠霖：霖慶實業有限公司

### 政治
- 蔡俊章：前警政署副署長
- 林故廷：現任雲林縣警察局長，台灣警界測謊系統的刑事鑑識專家。
- 張清良：現任雲林縣政府首席顧問，前雲林縣副縣長、教育局長。
- 邱孝文：現任雲林縣教育處處長
- 林文彬：現任雲林縣議員，前虎尾鎮長。
- 陳俊龍：現任雲林縣議員
- 李學傑：現任雲林縣土庫鎮民代表 、副主席
- 葉慶壽：救國團雲林縣團委會總幹事

### 文藝
- 吳學明：《雲林縣志》總編纂，台灣史學者、作家，曾任國立中央大學歷史學研究所教授、中央研究院臺灣史研究所訪問學人。[11][12]
- 駱芬美：台灣史學者、作家，曾獲金石堂年度風雲作家，出版《被誤解的台灣史》等著作。現任銘傳大學通識教育中心副教授。曾獲「優良教師獎」。
- 蔡玉真：資深媒體人。記者、廣播節目主持人、電視評論人。
- 郭志瑋：雲林宏光書局負責人
- 李紂賢：雲林五隆園掌中劇團第二代團長，2015年獲「雲林金掌獎：最佳口白獎」。
- 謝暉宏：土庫文史工作者，土庫國小退休教師，曾任永年中學教師。

### 醫學
- 顏義誠：彰化道周醫院院長，永年初中部第一屆第一名畢業，校友會創會會長。
- 林貢虎：雲林三仁醫院院長

### 國際競賽
- 林裕盛：2008年代表台灣參加亞洲及國際物理奧林匹亞競賽獲金牌獎[13]
- 女子巧固球隊：第三屆東亞盃冠軍[14] [15] [16]

## 軼事
- 永年實際破土和登記時間比正心早，但永年是以“周年”計算，而正心以“創校”計，所以永年對外公佈的校齡會比正心晚一年。

- 以前永年的學生通常都不從大門口進出，而是透過側門出入學校。當時大門口原本有兩隻較大的石獅子，水池周圍也有8隻較小的路獅子，但因為傳言石獅子非常有價值，所以有人便把水池旁的石獅子敲掉，並將門口的直接用吊車吊走。

- 1970年代永年仍保有教堂，四方鑲滿彩色玻璃，十分莊嚴美麗，可惜毀於颱風水災。

- 創校以來英文校名皆照中文音譯為「Yung Nian High School」。後經由董事會開會決議，採永援聖母為「本校主保」，2011年永年中學的正式英文校名因此改為「Perpetual Help High School」。也因如此，校徽重新設計，2011年已取代舊校徽，如學校官網、校刊、學校資料。2014年制服運動服、書包已改成新校徽。但現校門口、建築物牆壁等的校徽及英文校名，則尚未更新。

## 外部連結
- 永年高級中學官網 （页面存档备份，存于）（繁體中文）
- 永年中學招生資訊網 （页面存档备份，存于）
- 永年高級中學官方粉絲專頁 （页面存档备份，存于）（繁體中文）